# تپه مارش قلقله
تپه مارش قلقله مربوط به دوره ساسانیان -قرون اولیه دوران‌های تاریخی پس از اسلام است و در شهرستان ثلاث باباجانی، بخش مرکزی، روستای قلقله واقع شده است. این اثر در تاریخ ۳۰ تیر ۱۳۸۴ با شمارهٔ ثبت ۱۲۱۷۶ به‌عنوان یکی از آثار ملی ایران به ثبت رسیده است.